# رييس (فلم)
رئيس (بالإنجليزية: Raees) هو فيلم جريمة هندي تم عرضه في 25 يناير 2017، من إخراج راهول دولاكيا وإنتاج كل من شركة فرحان أختر ريتيش سيدواني وشركة إكسل انترتينمنت والمنتجة غوري خان بشركة ريد تشيليز انترتينمنت.
وهو من بطولة النجم شاه روخ خان ونواز الدين صديقي وماهيرا خان.

## القصة
تدور أحداث القصة في الثمانينات في ولاية جوجارت الهندية، حيث تتسع تجارة المهرب رايس (شاروخان) من الكحول بدرجة كبيرة للغاية، ولكنه مع اتساع تجارته اتسعت دائرة رصده أيضًا، يتتبع أحد ضابط شرطة الشريف ذلك المهرب ويطارده بهدف القبض عليه لمنع تلك الأعمال غير المشروعة. وبعد ذلك ينتهي به المطاف بقتله من طرف ضابط الشرطة بسبب توريطه في جريمة صديقه و هي تفجير مدينة بأكملها و بسبب ضميره (رئيس) سلم نفسه بدون تردد.

## وصلات خارجية
- رييس على موقع IMDb (الإنجليزية)
- رييس على موقع ميتاكريتيك (الإنجليزية)
- رييس على موقع روتن توميتوز (الإنجليزية)
- رييس على موقع نتفليكس (الإنجليزية)
- رييس على موقع قاعدة بيانات الأفلام العربية
- رييس على موقع ألو سيني (الفرنسية)
- رييس على موقع أول موفي (الإنجليزية)
- رييس على موقع بوكس أوفيس موجو (الإنجليزية)
- رييس على موقع فيلمافينيتي (الإسبانية)
- رييس على موقع قاعدة بيانات الفيلم (الإنجليزية)
- رئيس قي موقع قاعدة بيانات الأفلام على الإنترنت
- الريس في قاعدة بوليوود هانجاما